# Лубня (річка)
Лубня — річка в Україні, у Звягельському районі Житомирської області. Права притока Тні (басейн Дніпра).

## Опис
Довжина річки приблизно 4,5 км.

## Розташування
Бере початок на південному сході від Слободи-Романівської. Тече переважно на південний захід через Романівку і впадає у річку Тню, праву притоку Случі.
Річку перетинають автомобільні дороги E40, М06.